# Chorisodontium magellanicum
Chorisodontium magellanicum är en bladmossa som beskrevs av E. B. Bartram 1937 i Annales Botanici Societatis Zoologicæ-Botanicæ Fennicæ “Vanamo”. Chorisodontium magellanicum ingår i släktet Chorisodontium och familjen Dicranaceae. Inga underarter finns listade i Catalogue of Life.